# Pseudomicrodochium cylindricum
Pseudomicrodochium cylindricum är en svampart som beskrevs av B. Sutton 1975. Pseudomicrodochium cylindricum ingår i släktet Pseudomicrodochium, ordningen köttkärnsvampar, klassen Sordariomycetes, divisionen sporsäcksvampar och riket svampar.   Inga underarter finns listade i Catalogue of Life.